# Старая (Ковровский район)
Старая — деревня в Ковровском районе Владимирской области России, входит в состав Клязьминского сельского поселения.

## География
Деревня расположена в 7 км на юго-запад от центра поселения села Клязьменский Городок и в 12 км на восток от райцентра города Ковров.

## История
В конце XIX — начале XX века деревня входила в состав Осиповской волости Ковровского уезда. В 1859 году в деревне числилось 25 дворов, в 1905 году — 27 дворов, в 1926 году — 36 дворов.
С 1929 года деревня являлась центром Стародеревенского сельсовета Ковровского района, с 1954 года — в составе Клязьминского сельсовета, с 2005 года — в составе Клязьминского сельского поселения.

## Население
| 1859 | 1905 | 1926 | 2002 | 2010 | 2021 |
| ---- | ---- | ---- | ---- | ---- | ---- |
| 217  | ↗223 | ↘200 | ↗448 | ↘414 | ↘411 |